# Mansuphantes ovalis
Mansuphantes ovalis är en spindelart som först beskrevs av Andrei V. Tanasevitch 1987.  Mansuphantes ovalis ingår i släktet Mansuphantes och familjen täckvävarspindlar. Inga underarter finns listade i Catalogue of Life.